# Vera Adrian
Vera Adrian (ur. 23 października 1993 w Windhuku) – namibijska kolarka szosowa, wielokrotna mistrzyni kraju, medalistka mistrzostw Afryki oraz igrzysk afrykańskich.
Reprezentowała Namibię na Letnich Igrzyskach Olimpijskich 2016 w wyścigu ze startu wspólnego, którego nie ukończyła.